# BNPパリバ

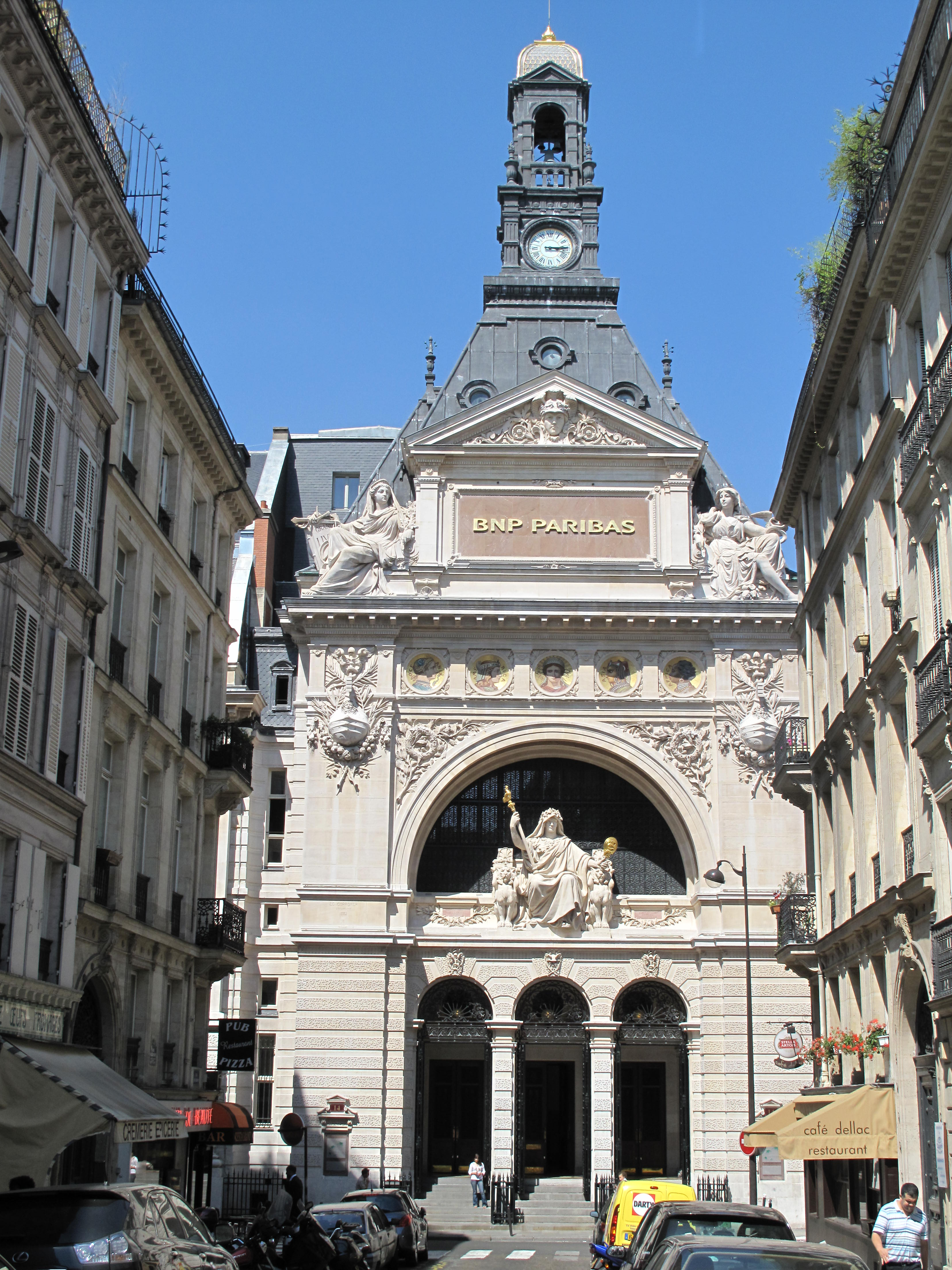
フランス・パリの会社建物（パリ9区ベルジェール通り16番地 Rue Bergère 16 Boulevard des Italiens）
BNPパリバはユーロネクスト・パリに上場し、CAC 40 の構成銘柄である。1995年からNEC に代わり、テニスの国別対抗戦であるビリー・ジーン・キング・カップの冠スポンサーを務めている。全仏オープンの冠スポンサーでもある。

BNPパリバ（ビー・エヌ・ピー・パリバ、仏: BNP Paribas S.A.）、または、BNPパリバ銀行（ビー・エヌ・ピー・パリバぎんこう）は、パリに本社を置くフランスの多国籍メガバンクおよび金融サービス持株会社である。2000年にフランス有数の金融機関であるパリ国立銀行（BNP）とパリバが合併して設立された。

## 概説
2000年にパリ国立銀行（Banque Nationale de Paris; BNP）とパリバ（Paribas）が合併してBNPパリバが誕生した。これにより、73カ国の拠点に20万人の従業員と、フランス国内に2200の支店、3500台の ATM 、600万の個人顧客と6万の取引企業を抱えた。2001年まで石油食料交換プログラムの支払は同行を通じて送金された。
2003年までにBNPパリバのイタリア証券サービス部門は（BP2S in Milan）、証券決済およびカストディサービスに特化して業界での存在感を示した。そして2006年に国立労働銀行を買収した。
2007年8月、BNPパリバ傘下のBNPインベストメント・パートナーズが顧客の解約を凍結した（パリバ・ショック）。これらのファンドは、融資先であるシャドーバンクの経営危機をきっかけとして顧客の取り付けに遭っていた。連鎖的な金融不安を恐れた欧州中央銀行により、948億ユーロ（当時の日本円で約15兆円）の資金供給が行われた。
世界金融危機においてBNPパリバはメガバンクの中で被害を抑えた方だったが、それでも連邦準備制度から国際的なベイルアウトを受けた。危機の後、フォルティスグループの相当部分を買収した。
2012年6月、HSBCなどと並び為替相場（LIBOR等）の不正操作をめぐる民事訴訟を提起されていた事件で和解に至った。2013年12月、ラボバンクのポーランド支店を14億ドルで買収した。
2014年6月、アメリカ合衆国のキューバ・イラン・スーダンに対する経済制裁に背き、取引記録を偽装し共謀事実を隠蔽した罪を認めた。科料は89億ドルだった。
2014年現在、BNPパリバは欧州銀行同盟にて総資産が首位であり、2位のクレディ・アグリコル、3位のドイツ銀行、4位のソシエテ・ジェネラルを上回る。そしてブロックチェーン開発コンソーシアムのR3CEV LLC に参加している。
2017年12月現在の株主構成がホームページ上で公開されている。筆頭株主はベルギー政府（7.7％）。次点でブラックロック（5.1％）。従業員も資本参加している（4.0％）。機関投資家の持分は、欧州内の投資家で44.5％にのぼり、欧州外は31.9％である。現会長はジャン・レミエール（Jean Lemierre）で、社長はジャン＝ローラン・ボナフェ（Jean-Laurent Bonnafé）。BNPパリバは2015年にフランス銀行総裁に就任したフランソワ・ビルロワドガローの出身行である。

## 歴史
パリ国立銀行はユーロ市場への適応戦略としてソシエテ・ジェネラルと合併を検討していた。1999年1月、ソシエテ・ジェネラル側が突如交渉を中断、ソシエテ・ジェネラルがパリバを合併する合意を得たと一方的に通告した。パリ国立銀行は政府支援を受けてソシエテ・ジェネラルとメディア戦争を展開しながら、ソシエテ・ジェネラル株を一時37％も買収した。しかし目標の4割に満たなかったので全取得分を返上し、代わりにパリバを買収した。

### パリ国立銀行(BNP)
フランス2月革命後の経済的な信頼低下を受け、1848年にフランス第二共和政下で経済対策としてパリ割引銀行（Conservatoire National d’Escompte de Paris; CNEP）が設立された。1860年の英国との自由貿易条約、植民地等へ向けた国外支店認可などから国際的な知名度を得た。第二次世界大戦後、1945年12月のシャルル・ド・ゴール政権下で国有化され、国立パリ割引銀行（CNEP）となるが、1960年代に低迷し、国内預金額では3位の国立商工業銀行（BNCI)に次ぐ4位となる。
1966年1月、同政権下で欧州における金融強化を目的として銀行法が改正され、同年5月に国立パリ割引銀行（CNEP）と国立商工業銀行（BNCI)と合併して資本強化され、この両国立銀行の再編でパリ国立銀行（BNP）が誕生した。初代会長は、国立パリ割引銀行（CNEP）出身のHenry Bizot が任命された。
1979年、会長にジャック・カルヴェットが就任した。ジャックはヴァレリー・ジスカール・デスタン政権の1959年から1974年までフランス会計検査院のメンバーとして働いた。1980年代、BNPがパレスチナテロ組織の資金洗浄の拠点となったことがCIA 関係者に暴露されていた。また、イラク石油食糧交換プログラム事件でも当局の調査対象になった。1997年には複数の銀行が保有していた北朝鮮向け融資債権をまとめて証券化し、金利のないゼロクーポン債として発行している。総額は7億7700万ドイツマルクであった。
パリ割引銀行の特筆性は様々である。パリの株式銀行群において歴史の長さと規模の大きさが共に目立つ。また、19世紀後半にフランス・フランを極東へ満足に供給しえた唯一のフランス系銀行でもあった。結果として1860年、政府の要請でフランス銀行に代わり各植民地銀行を助ける公認コルレスバンクとなった。そして四年後に香港上海銀行の初代頭取ヴィクター・クレッサーを輩出した。しかしパリ割引銀行は、一般に閉鎖的といわれるパリの銀行の中でも特に情報開示が乏しい。E. Kaufmann が自著La banque en France(1914) の中で、「パリ国民割引銀行は、他の二つの預金銀行も同様であるが、自行の過去の報告書の閲覧を拒否した。ベルリンの友好銀行の懇請にもかかわらずである。それで1865年以降については、新聞論評と貸借対照表しか私は研究に利用できなかった」と述べている。パリ国立銀行によると、パリ割引銀行時代の資料は全て失われたそうである。一方、クレディ・リヨネ（現クレディ・アグリコル）とソシエテ・ジェネラルと商工信用銀行（現・クレディミュチュエル。スエズ運河会社も参照）は、1950年代末から1960年代前半にかけて刊行された創立百周年記念の社史がある。しかし、パリ割引銀行にだけはそのようなものがない。
国民商工業銀行の起源は、1848年創業のミュルーズ割引銀行と、投資銀行のBanque Fran&ccedilse pour le Commerce et l'Industrie が共同で設立したBanque Nationale de Crédit である。1920年代にBanque Fran&ccedilse pour le Commerce et l'Industrie と合併したが、投資銀行の長期債権が世界恐慌で焦げついてしまった。そこで1932年4月、預金を政府に保証してもらい、貯蓄銀行の国民商工業銀行として再出発したのであった。以後は恐慌で行き詰まった銀行を吸収して規模を拡大、1940年には北アフリカに支店を出すまでに成長した。1947年、ロンドン支店を経営分離し、この新しい「英仏銀行」にSGウォーバーグとロバート・ベンソン（後のクラインワート・ベンソン・ロンズデール。ソシエテ・ジェネラルを参照。）を参加させた。パリ国民割引銀行がリテールに強いのに対し、国民商工業銀行は海外展開を得意とした。

### パリバ
1872年1月27日、Banque de Credit et de Depot des Pays-Bas（オランダ貯蓄信用銀行）とBanque de Paris（パリ銀行）が合併し、Banque de Paris et des Pays-Bas が誕生した。資本金は1億2500万フランで、半分が公募された。設立して一年もたたない間に、普仏戦争の賠償金支払を目的とした国債について、その1/3にあたる30億フラン分を発行するためクレディ・リヨネと協力しコンソーシアムを率いた。オランダ貯蓄信用銀行のルーツに関係して、パリバのブリュッセル支店がコンソーシアムの中心となった。
オランダ貯蓄信用銀行は1863年にアムステルダムで創業した。1870年までにパリを最初としてブリュッセル・アントワープ・ジュネーブに支店を開設していた。この銀行にはÉdouard HentschやAlphonse Pinardのような投資家と、ビショフスハイム家・ゴールドシュミット家・バンベルグ家の閨閥に関係しプライベート・バンキングをあつかう銀行が参加した。
パリ銀行は1869年に設立された。創設者はAdrien Delahante、Edmond Joubert、Eugène Goüinといった富豪であった。Eugène Goüin は1714年来の家業を営む銀行家であった。1888年から1909年まで預金供託金庫監査委員会の議長を務め、1898年にアルフォンス・ド・ロチルドとLes Banques Françaises という団体を代表した。インドシナ銀行の役員も務めた。
パリバは日露戦争後の1907年に8000万フランへ増資した。1912年、資本金は1億フランに達した。1909年から1913年までにパリバのあげた総収益で、国債発行と企業創設における金融仲介によるものが7割を占めた。19世紀末に世界中の国債を引き受けていた。本国とベルギーおよびそれぞれの植民地債、1888年来のロシア帝国債、バルカン半島・スカンジナビア半島諸国債、ラテンアメリカ諸国債が代表例である。パリバは工業会社と公共事業にも利権を獲得した。スペインとロシアの鉄道、ベルギー・フランス・エジプト・モロッコ・オスマン帝国の路面電車および電力、フランス・ロシアの鉄鋼業、そしてノルスク・ハイドロである。他行では投資信託を運用した。それは世界中で行われたが、たとえば露亜銀行やBanco Espanol de CreditoやBanca Commerciale Italiana（現・インテーザ・サンパオロ）でパリバのポートフォリオが構築された。こうしたグローバルビジネスを展開しながら、パリバは支店レベルで主にベアリングス、ドイツ銀行、Wiener Bankverein、そしてアメリカのクーン・ローブとコルレス網を編み上げた。
第一次世界大戦中、本国の戦時国債を引き受けたり、フランス財務省の口座開設をスペイン・オランダ・スイス・スウェーデン各国で斡旋したり、クールマンの兵器産業Compagnie Nationale de Matières Colorantes et Manufactures de Produits Chimiques du Nord（現・リオ・ティント・アルキャン）を金融面で支えたりした。1919年から1937年までHorace Finaly が総支配人を務めた。前段で述べた1900年前後とさほど変わらない拡大経営が続いた。1923・1932・1933年の三度、パリバが主幹事としてベルギーとチェコスロバキアの国債を発行した。オーストリア・ポーランド・ルーマニアの発行ではシ団へ参加したが、ルーマニアに限っては1928年と1931年にパリバが主幹事となった。Compagnie générale du Maroc のような植民地会社もつくってブロック経済に貢献した。Compagnie Française des Pétroles（現・トタル）やElectrabel（現・エンジー）や通信のアヴァス（旧アヴァス通信社。1998年、粉飾決算のあったCendant を10億ドルで買収し、同年ヴィヴェンディ・ユニバーサル・パブリッシングとなった。センダントは現ヴィヴェンディ・ユニバーサルゲームズ）の金融にも関わった。
第二次世界大戦中のインフレでパリバの資本金がふくれあがった。1941年で4.5億フランだったのが、たった2年で6.75億となった。不況でリストラを断行したが、浮いた資金を工業特許の囲い込みと天然ガス・オイルシェール開発に振り向けた。戦後、パリバのもつマーチャント・バンクのプロフィール情報が本国企業の国有化に貢献した。そこで1945年12月2日と1946年5月17日の法で、パリバのフルサービス継続が批准された。本国の復興に向けては原子力産業に中心的役割を担い続け、1948年にOmnium Technique de l'Habitat という再開発顧問会社を設立した。パリバは1950年代までフランス工業の輸出を支援し、特にラテンアメリカ向け輸出を促進した。1958年、テヘラン銀行の株主となった。
1948年から1966年までJean Reyre が総支配人を務めた。その後1969年まで会長の座にあった。パリバは多方面の産業分野を支配した。新聞・石油・化学工業・製薬・公共事業・造船・流通・建材・アグリビジネス、各分野について具体的な企業名が出典には列記されている。1970-80年代にパリバは通信と先端技術のそれぞれに取り組む企業を立ち上げた。たとえば通信ではセマ（出典によると1957年創業）とCompagnie Luxembourgeoise de Télédiffusion（現・RTLグループ）が注目に値する。先端技術のパーテック・ベンチャーズは今でも活躍している。
1966-1967年のデブレ法（lois Debré）が適用されたパリバは、1968年に持株会社のCompagnie Financière と以下の4部門に再編された。銀行のバンクパリバ、金融のOmnium de participations bancaires、工業のOmnium de participations financières et industrielles、そしてパリバ・インターナショナルである。
1960-1970年代、アングロアメリカンと関係を深め、バンカメとアメリバをつくり、SGウォーバーグと合弁で保険業も始めた。SGウォーバーグとは合衆国へ投資銀行もつくったが、そのWarburg Paribas Becker は1984年にパリバの参加によりメリルリンチが買収した。1969年からJacques de Fouchier が会長となった。パリバは1964年にしてモスクワ支店を出していたが、1970年代に世界中の支店網を活用した国際決済システムを構築した。また、オイルショックのあと石油取引で名を馳せた。コンパニ・バンケルと関係を深めてゆき、1978年からパリバがコンパニ・バンケルの45％を支配するようになった。そしてすぐPierre Moussa が会長となり、1981年まで務めた。翌年からJean-Yves Haberer が引き継いだ。この1970-1980年代、アセットマネジメント部門が成長したが、伝統的なジュネーブのそれだけでなく、当時はルクセンブルク・パリ・ニューヨーク・東京でも収益を上げるようになっていた。
1979年ごろから、パリバはヨーロッパ通貨単位の導入と運営に主導的役割を担った。
1982年に社会党政権のピエール・モロワ内閣によって一旦国有化されたが、1988年に保守政権のジャック・シラク内閣によって民営化された。このときMichel François-Poncet が会長であった。数年後、André Lévy-Lang との二頭制となった。
1990年代初め、クレディ・デュ・ノルの主要株主となった。クレディ・デュ・ノルはユニオン・パリジェンヌを吸収合併していた。
1998年に持株会社Compagnie Financière がコンパニ・バンケルと合併し、パリバが正式な社名となった。この年、JPモルガンやクレディ・スイスなど13行とロングターム・キャピタル・マネジメントの救済融資に参加した。

### BNPパリバ
パリ国立銀行はユーロ市場への適応戦略としてソシエテ・ジェネラルと合併を検討していた。1999年1月、ソシエテ・ジェネラル側が突如交渉を中断、ソシエテ・ジェネラルがパリバを合併する合意を得たと一方的に通告した。パリ国立銀行は政府支援を受けてソシエテ・ジェネラルとメディア戦争を展開しながら、ソシエテ・ジェネラル株を一時37％も買収した。しかし目標の4割に満たなかったので全取得分を返上し、代わりにパリバを買収した。
2022年10月、中国でウェルスマネジメント合弁事業を設立する承認を得て参入。

## 海外展開
大銀行の例にもれなく、手形交換制度のグローバル化に伴い本格化した。1977年、BNPはインチケープ社とジョイント・ベンチャーを立ち上げ、BNPの当時にして65カ国におよぶ営業支店とインチケープの450もの系列会社が相乗効果を生んだ。パリバはコンパニー・ナショナル・ア・ポトファイとPower Corporation of Canada をともなってグループ・ブリュッセル・ランバートを間接支配し、アメリカ合衆国から世界へ向けてレバレッジド・バイアウトを伝播させ地球に下克上をもたらした。

### United California Bank
米国のバンク・オブ・ザ・ウェスト（Bank of the West）は旧BNPの子会社であった。2001年に三和銀行から United California Bank を買収し、一気に米国40大銀行の一つとなった。UCBのバーゼル支店は、1970年の初めに純資産の20倍に及ぶ取引をしていると報道された。これは、代取のポール・アードマンがシカゴ穀物取引所で先物取引を行っていたものであり、2億スイスフランほどの損失を出した。1971年9月、同行は倒産した。
BNPパリバは、ハワイ州のファースト・ハワイアン・バンクや、イタリアのBNLにも出資している。
バンク・オブ・ザ・ウェストとファースト・ハワイアン・バンクは、それぞれ東京事務所を設けている。

### 日本のBNPパリバ
1867年にパリ割引銀行が横浜に支店を開設（1877年撤退）し、生糸の輸入を目的とした為替業務や日本政府の外債発行を担った。戦後、1973年にパリ国立銀行が東京支店を認可された。1973年にパリバが欧州企業としてはじめて東京証券取引所外国部に上場したが、支店開設は70年代半ばと遅れた。現在はグラントウキョウノースタワーを拠点としている。
BNP は日本法人としてビー・エヌ・ピー信託銀行を1999年に設立（合併に伴い2000年BNPパリバ信託銀行に改称）したが、日本事業の見直しにより2004年に東京都に売却した（新銀行東京、現在のきらぼし銀行）。
- BNPパリバ証券株式会社
- BNPパリバ銀行東京支店
- BNPパリバ アセットマネジメント

- フィッシャー・フランシス・トリーズ・アンド・ワッツ
- カーディフ保険グループ

2002年に三菱電機のEB債償還期限間際に売り浴びせ償還価格以下に株価を下落させた。この行為について、自社の既に退職した元トレーダーが自主的に行ったことと主張し責任を逃れようとしたが営業停止処分になっている。BNPパリバ証券が設置した外部検討委員会（委員長: 松尾邦弘元検事総長）の調査報告書では、一連の取引が極めて違法性が高いものであり「インサイダー取引に該当する可能性がある」と指摘されたほか、アーバンコーポレイションがスワップ契約を開示しなかったのはパリバが非開示を働きかけたためと十分推測できると指摘された。また調査報告書では経営陣も含めた関係者の処分を行なうよう求められている。
2008年にアーバンコーポレイションのCB発行契約において、転換価格344円で300億円を引き受け、別に転換価格を修正できる契約を結んでいた
。
東京証券取引所第一部 (8665) に上場していたが、2009年3月9日、上場廃止が発表された。同年3月23日に東証に上場廃止の申請がなされ、整理銘柄指定を経て、同年4月28日に上場廃止となった。日本国内で保有されている株式が少ないこと、東証での株式売買高がほとんど無いこと、及び金融商品取引法に基づく情報開示要件を満たすのが困難であったことを考慮した結果だという。